# Invesztitúraharc
Az invesztitúraharc a középkori Európa legnagyobb világi-egyházi konfliktusa volt, melynek gyökerei a Frank Birodalomig, a Karoling-dinasztiából származó Nagy Károlyig nyúlnak vissza.
A pápa 800 karácsonyán császárrá koronázta Nagy Károlyt. Ez a lépés azonban nézeteltéréshez vezetett az egyházi és a világi hatalom között. Nagy Károly saját hatalmát mint keresztény császár Istentől származtatta, és elkezdte gyakorolni a püspökök kinevezési jogát, az invesztitúrát. A pápa viszont magát tekintette a főhatalomnak, mivel ő koronázta meg a császárt. A következő századok invesztitúraharcainak gyökerei erre az időre tehetők. A pápaság és a császári hatalom legsúlyosabb nézeteltérései 1075 és 1122 között zajlottak. A 11. században konfliktus alakult ki a pápaság, azaz a kor reformpápái (ld. cluny mozgalom) és a Német-római Császárság között az egyházi vezetők beiktatása (az invesztitúra) kérdésében. A császárok az államuk belső szuverenitásával, a pápa az egyház különálló szerveződésének elvével érvelt.

## Az invesztitúraharc állomásai

### Harcok IV. Henrik és VII. Gergely között
1075-ben VII. Gergely pápa a Dictatus papae című enciklikájában deklarálta, hogy a római egyház isteni alapítású, így a római pápa hatalma egyetemes, ezáltal kiterjed az egyházi tisztségviselők kinevezésének és elmozdításának kizárólagos jogára. A pápai oklevél kiadására az adott okot, hogy Henrik 1071-ben a pápa beleegyezése nélkül nevezte ki Milánó új érsekét. Az új érsek ráadásul egy olyan személy volt, akit II. Sándor pápa korábban kiközösített.
A Dictatus Papae ellen IV. Henrik császár levélben fejezte ki tiltakozását, és új pápa megválasztását követelte, egyszersmind megvonta császári támogatását.
Az elkövetkező hónapok során Henrik belső hatalmát kívánta stabilizálni. Eközben azonban újabb püspököket nevezett ki, többek közt Fermóban és Spoletóban.
Az 1076-os böjti zsinaton a pápa levelében kiközösítette a császárt, és kijelentette, hogy a császári trón üres. Ezzel előállt az a helyzet, hogy a két méltóság kölcsönösen elmozdította a másikat annak pozíciójából.
A német arisztokrácia üdvözölte a császár elmozdítását, és a kitörő polgárháborúban felkeltek a császár ellen, erődöket építettek, ami korábban törvénytelen volt. Az elégedetlenségüket vallásos köntösbe bújtatták.
Henriknek nem maradt más választása, mint legalább addig visszavonulnia, amíg elég erős hadsereget tud kiállítani. 1077-ben megmaradt hűséges követői élén Canossába utazott pápai megbocsátásért (ez volt az ún. Canossa-járás). A pápa a bűnbocsánat jegyében kénytelen volt megbocsátani, a német arisztokrácia azonban új királyt választott Rudolf von Rheinfeld személyében.
Henrik részéről a Canossa-járás bölcs taktikai manővernek bizonyult, mellyel időt nyert hatalmának visszaállítására. 1080-ban az elsteri csatában Henrik legyőzte Rudolfot, aki belehalt sérüléseibe.
A császár ezután, 1084-ben elfoglalta Rómát, ahol egy ellenpápával (III. Kelemen) ismét császárrá koronáztatta magát. A pápát erőszakkal akarta elmozdítani, hogy egy barátságosabbat helyezzen Szent Péter trónjára, ám Gergely behívta szövetségeseit, az Itáliában tartózkodó normannokat, akik 1085-re kiszorították a német hadakat. Azonban fosztogatásba kezdtek, ezért a nép felkelt a pápa ellen, akinek menekülnie kellett: délre vonult a normannokkal, és Salerno városában halt meg 1085. május 25-én.
Henrik győzedelmesen tért vissza birodalmába. Az új pápa, II. Orbán elsősorban az 1095-ös clermont-i zsinaton elhangzott beszédéről híresült el, mely az első kereszteshadjáratot indította el.

### A harcok kiújulása
II. Paszkál pápa 1102-ben újfent kiátkozta IV. Henriket, aki egy jeruzsálemi zarándoklattal kívánta a pápát döntésének visszavonására bírni. Az utazásra azonban nem került sor, mert a császárt fia, a pápa által támogatott Henrik 1105-ben letette és fogságba vetette.
1106-ban IV. Henrik elhunyt. Fia, V. Henrik azt remélte, apja halálával a harcok végleg lezáródtak. Ráadásul 1111-ben V. Henrik a pápát is foglyul ejtette és megfosztotta mind az invesztitúra, mind a császárkoronázás jogától.
A fogságból kiszabadulva Paszkál pápa azonnal visszaszerezte elvett jogait. V. Henrik, akárcsak apja, a pápai kiátkozás alatt halt meg.

### A wormsi konkordátum
A wormsi konkordátum a Dictatus papae mellett a korszak egyik legjelentősebb okirata volt, melyet 1122-ben adtak ki.
Már 1119-ben találkozott II. Kallixtusz, valamint V. Henrik császár a vitás kérdések rendezése céljából. A harcokat lezáró dokumentum többek között ezeket tartalmazta:
- a császár lemondott az invesztitúrajogról, és a püspökök választásában szabad kezet adott a birodalom egyházának;
- a pápa befolyást biztosított a császárnak a vitás kérdések esetén szükséges döntéshozatalban. Az új egyházi vezetőknek pedig hűségesküt kellett tenniük a császárnak.

### III. Sándor
III. Sándor pápa idején a pápa-császár harc egész Itáliára kiterjedt, az itáliai városok és a német hódítók küzdelmévé vált. Az észak-itáliai városok 1167-ben Milánó vezetésével létrehozták a Lombard Ligát. Milánó közelében 1176-ban a legnanói csatában a Liga legyőzte Barbarossa Frigyes német-római császár seregét. A viszálynak az anagni szerződés, majd egy évre rá a Velencében aláírt békeszerződés vetett véget. Frigyes elismerte III. Sándort törvényes pápának, továbbá lemondott Róma város prefektusságáról, ezzel a Patrimonium Petri feletti jogairól is. A pápaság ismét győztesen került ki a császárral folytatott küzdelemből.

## Kronológia
- 1073–1085: VII. Gergely pápa idején vált teljessé a pápai primátus, aki a politikai hatalomra is igényt tartott
  - 1075: Dictatus papae
  - 1076: Wormsi birodalmi gyűlés: megfosztották méltóságától a pápát, aki ezután kiátkozza IV. Henriket.
  - 1077: Canossa-járás
  - 1085: Salernoban meghalt VII. Gergely, miután a IV. Henrik ellen vívott csatában a normannokat hívta segítségül.
- 1122: V. Henrik és II. Kallixtusz pápa (1119–1124) megkötötte a wormsi konkordátumot, mely lezárta az invesztitúraharcot. A wormsi konkordátum azonban csak átmenetileg biztosította a békét.
- 1123: Első lateráni zsinat: Hivatalosan újra lezárták a harcot.
- 1176: Legnanói csata: Barbarossa Frigyes seregei súlyos vereséget szenvedtek a Lombard Ligától.
- 1198–1216: III. Ince pápának olyan világuralmi pozíciója volt, amely egyetlen más pápának sem.
- 1254: A német birodalom önálló tartományokra esett szét. A nagy interregnum kezdete.